# 小西紀一
小西 紀一（こにし のりかず、1947年 - ）は、日本の作業療法士。姫路獨協大学医療保健学部作業療法学科教授。
1947年、大阪生まれ。立命館大学文学部哲学科心理学専攻及びピュジェットサウンド大学大学院作業療法学部卒業後、作業療法士となる。発達障害者の感覚統合理論を研究する。

## 研究・論文
- 『 認知障害と感覚統合療法 』：理学療法ジャーナル
- 『 障害児の早期発見、早期療育についての日比国際協力(共著) 』：療育研究小児科医会報（1997）
- 『 感覚統合療法の効果(共著) 』：京都大学医療技術短期大学部紀要別冊健康人間学（1996）
- 『 人間作業モデル:諸概念の最近の概要(共著) 』：作業行動研究（1996）
- 『 発達障害領域における臨床と理論 』：作業療法ジャーナル（1995）
- 『 自閉症と行為障害～感覚統合療法の適応～ 』：感覚統合研究第9集（1992）
- 『 感覚統合療法概説 』：立命館文学鈴木教授退官記念号（1992）
- 『 側方眼球運動の個人差について 』：第24回日本作業療法学会,作業療法（1990）
- 『 就学前児に対する感覚統合療法の効果 』：第8回日本感覚統合障害研究会大会抄録集（1990）
- 『 正常児の側方眼球運動 』：第4回京都大学医療技術短期大学部健康科学集談会（1989）
- 『 小児の運動発達-4.知覚の発達 』：理学療法と作業療法（1985）